# Azumanga daió
Azumanga daió (japonsky あずまんが大王) je japonská komediální jonkoma manga, kterou napsal a ilustroval Kijohiko Azuma. Vydávána byla v časopisu Dengeki daió od února 1999 do května 2002 společností MediaWorks.
V roce 2002 vznikla televizní adaptace díla pod názvem Azumanga daió: The Animation. V Japonsku byla vysílána mezi dubnem a zářím 2002 a sestávala ze 130 čtyřminutových segmentů sestavených do 26 epizod. Seriál byl produkován studiem J.C.Staff a vysílán byl na stanici TV Tokyo a dalších. Následně byly vydány i na DVD a Universal Media Discích.
Před začátkem vysílání 26dílného seriálu vzniklo také webové anime s názvem Azumanga Web daió o délce čtyř minut a krátký film Azumanga daió: Gekidžó tanpen o délce šesti minut. Celkem vznikly i tři oficiální videohry a několik dalších neoficiálních.

## Děj
Ačkoliv je dílo psáno chronologicky, nemá žádný souvislý příběh. Popisuje každodenní život šesti středoškolských dívek a dvou učitelů. Děj začíná v den zahájení školního roku prvního ročníku. Končí složením přijímacích zkoušek na univerzitu.

## Postavy

### Čijo Mihama
Čijo Mihama (japonsky 美浜 ちよ, Mihama Čijo, většinou oslovována Čijo-čan) je nadaná desetiletá dívka, která díky své nadprůměrné inteligenci přeskočila 5 ročníků základní školy, v důsledku čehož se ocitla v prvním ročníku střední školy, kde je i přesto nadprůměrnou studentkou a jediné nedostatky pozoruje v tělesné výchově. Čijo je mimo toho také velmi zodpovědná, protože jak se později ukáže, je téměř schopna soběstačnosti. Rodina Mihama (ačkoliv její další členové nejsou nikdy zobrazeni) se také jeví jako velmi majetná, jelikož vlastní velký dům a letní chatu, kam během letních prázdnin jezdí se zbytkem party. Její nejlepší kamarádka je pravděpodobně Ajumu Kasuga. Ačkoliv se obávala, že při jejím přestupu ji všichni společensky vyloučí kvůli věku, nastal pravý opak. Čijo také vlastní velkého psa Tadakiči-sana, na kterém díky jejímu malému vzrůstu může jezdit.

### Tomo Takino
Tomo Takino (japonsky 滝野 智, Takino Tomo, většinou oslovována Tomo-čan) je energická a často šílená dívka. Ráda škádlí a otravuje a provokuje ostatní spolužáky, tropí ve třídě i mimo ni neplechu a má zvláštní nápady, například pobíhání po škole v kostýmu kočky. Studiu nevěnuje příliš pozornosti, ale někdy dokáže předvést dobré akademické výsledky a dokonce složí přijímací zkoušky na univerzitu.

### Kojomi Mizuhara
Kojomi Mizuhara (japonsky 水原 暦, Mizuhara Kojomi, většinou oslovována Jomi) je studentkou, která je naprostý protiklad Tomo Takino, ačkoliv se s ní zná již od základní školy. Mentálně se jeví jako nejvyspělejší člen z hlavních postav. Přestože je chytrá a sportovně založená, je nespokojena se svým vzhledem a především váhou, kvůli které se neustále snaží zhubnout a zkouší různé diety. I přes to, že je velmi vyspělá, má krutý smysl pro humor, který se projevil například v moment, kdy donutila Ósaku sníst velmi pálivou kroketu. Někdy se však chová dětinsky.

### Sakaki
Sakaki (japonsky 榊) je tichá a introvertní dívka s něžnou povahou. Je dobrá ve sportu, ve kterém často reprezentuje svou třídu. Je velmi vysoká; v první epizodě 174 cm a při poslední 180 cm. V jednom z dílů z tohoto důvodu skupina rozhodne, že kdykoliv se někdo z nich při společné návštěvě místa s větším počtem lidí ztratí, tak místem setkání bude Sakaki. S její výškou a vzhledem není spokojená a často závidí Čijo její výšku (naopak Čijo by si přála vypadat jako Sakaki).

### Ajumu Kasuga
Ajumu Kasuga (japonsky 春日 歩, Kasuga Ajumu, většinou oslovována Ósaka) je dívkou, která přestoupila ze školy v Ósace na školu v Tokiu do třídy učitelky Jukari. Zpočátku je terčem narážek, protože se všichni domnívají, že se chová jako stereotypní Ósakan; velmi hlučný, neklidný a mluvící s podivným dialektem japonštiny. Opak je však pravdou, protože to není pravda a navíc se ukáže, že Ósaka je ve skutečnosti myšlením trochu pomalejší než ostatní. Svou přezdívku „Ósaka“ získá na základě jejího města původu a její pravé jméno si skoro nikdo nepamatuje a dokonce byla její přezdívka napsaná v seznamu studentů třídy, kvůli čemuž si myslela, že tam nemá co dělat.

### Kagura
Kagura (japonsky 神楽) je studentka, která byla v prvním ročníku ve třídě učitelky Kurosawy. Později ve druhém ročníku je však přeřazena k Jukari a setkává se s partou, se kterou je až do konce studia střední školy. K přestupu došlo proto, aby se vyrovnaly sportovní síly mezi oběma třídami, jelikož Kagura je sportovně založená, i když studiu neklade příliš velkou pozornost, podobně jako Tomo, ačkoliv na rozdíl od ní je zodpovědnější vůči lidem kolem sebe.

### Jukari Tanizaki
Jukari Tanizaki (japonsky 谷崎 ゆかり, Tanizaki Jukari) je svobodná učitelka angličtiny a třídní učitelka hlavních postav. Má divokou povahu a nemá ráda, když je vynechána z jakékoliv aktivity, o které se domnívá, že by mohla být zábavná. Špatně snáší neúspěchy a prohry v čemkoliv, naopak si nenechá ujít příležitost se radovat i z toho nejzanedbatelnějšího úspěchu. V průběhu seriálu se ukáže, že Jukari je držitelem řidičského průkazu, ale její styl řízení je velice agresivní; tomu odpovídá špatný stav jejího auta a naprostá většina hlavních postav s výjimkou Tomo (především nejmladší Čijo) má trauma z pomyšlení, že s ní budou muset cestovat. Navzdory všem nepříjemným vlastnostem a šokujícím činům, které udělá, se ostatní chovají k Jukari dobrosrdečně.

### Minamo Kurosawa
Minamo Kurosawa (japonsky 黒沢 みなも, Kurosawa Minamo, často oslovována Njamo) je učitelka tělesné výchovy a trenérka školního dívčího plaveckého týmu. Je pravý opak Jukari, protože se jeví jako vyrovnaná, klidná a přátelská žena. Minamo je zapálená pro svou práci ve škole a v průběhu děje odmítne lepší pracovní nabídku v jiném oboru, ačkoliv jí byl nabízen dvojnásobný plat. Studenti její laskavost opětují a lehkost, s jakou vzniká přirozená spontánnost a důvěřivá atmosféra komunikace, je zřejmá i pro Jukari, která je v tomto ohledu velmi žárlivá. S Jukari se zná již od střední školy, jelikož jsou bývalé spolužačky, ale Jukari na ní často útočí, protože je úspěšnější.

### Kimura
Kimura (japonsky 木村) je učitel klasické japonštiny. Nosí brýle a mezi jeho hlavní rysy patří téměř neustále bezdůvodně otevřená ústa a má zvláštní reakce na téměř všechno. Je vyobrazen jako člověk, který většinou otravuje všechny ostatní, včetně učitelů. Jednou přerušil vyučování jen proto, aby nařídil, jak mají dívky nosit „správně“ zastrčené školní uniformy. To souvisí s tím, že otevřeně prohlásil, že na škole učí především proto, aby byl blízko středoškolským dívkám, z čehož vyplývá, že má náklonnost k pubescentům. Často proto sleduje studentky při tělocviku. Později vyjde najevo, že ho obzvlášť přitahuje Kaorin, pro kterou to je ale velmi nepříjemné. Pro ostatní je proto velkým překvapením, když zjistí, že Kimura má normální rodinu a dceru, sbírá a třídí odpad a dává peníze charitě.

### Kaori
Kaori (japonsky かおり, často oslovována Kaorin) je navenek nevýrazná dívka, která na zpočátku chodí do stejné třídy, jako zbytek hlavních postav. Poměrně zřídka se objevuje v popředí děje. Velmi brzy vyjde najevo, že silné má romantické city k Sakaki. Vždy, když existuje příležitost k ní být blíže, tak ji využije a při pohledu na ni se výrazně červená. Také Sakaki povzbuzuje na školních soutěžích. Když však zjistí, že city nejsou opětovány, je smutná a trápí se. Také ji štve a má záchvaty žárlivosti z toho, když Sakaki udržuje více kontaktu s jinými studentkami, než s ní. Ve třetím ročníku je přeřazena do třídy Kumury-senseie, což je pro ní naprosté utrpení a má kvůli tomu noční můry.

### Čijo-čiči
Čijo-čiči (japonsky ちよ父) je mytická postava, která je otcem Čijo a jejíž jméno není v anime nikdy zmíněno. Vypadá jako velká dvounohá kočka oranžové barvy, která se vyskytuje ve snech postav. Ósaka ho ve snu přirovnala k bývalému premiéru Japonska Joširó Morimu, což otce velmi rozčílilo. Otci Čijo je přidělováno mnoho napřirozených schopností jako například změna barvy podle nálady či levitace. Podle Sakaki umí Otec Čijo létat rychlostí Mach 100 (34,3 km/s), rychleji než Země obíhá kolem Slunce, a odrážet kulky. Čijo je díky tomu vždy v bezpečí. Otec Čijo se vyskytuje i v úvodu každé epizody.

### Miruči a Juka-čan
Miruči a Juka-čan jsou bývalí spolužáci Čijo-čan. Přestože Čijo přeskočila pět tříd rovnou na střední školu, stále s nimi zachází jako s vrstevníky. Vzhledem i jménem vypadají, jako by byly dcerami učitelek Jukari a Njamo i přes skutečnost, že ony jsou svobodné.

## Média

### Manga
Mangu Azumanga daió napsal a ilustroval Kijohiko Azuma, a to převážně ve formátu jonkoma. Nečíslované kapitoly byly publikovány společností MediaWorks v měsíčníku Dengeki daió od února 1999 do května 2002. Série byla shromážděna ve čtyřech svazcích tankóbon. Každý ze čtyř dílů pokrývá asi rok života postav. Nové vydání ve třech svazcích vyšlo v Japonsku nakladatelstvím Šógakukan u příležitosti 10. výročí mangy, přičemž první díl pokrývající první ročník střední školy vyšel 11. června 2009. Přetisk obsahuje tři další 16stránkové kapitoly, jež byly od května 2009 zveřejněny v časopisu Gekkan šónen Sunday pod názvem Azumanga daió – Hošúhen (あずまんが大王·補習編).
Manga byla licencována v angličtině v Severní Americe a Spojeném království společností ADV Manga, která vydala všechny čtyři díly v letech 2003 až 2004. ADV později sérii přetisklo v souhrnném vydání dne 7. listopadu 2007. V roce 2009 Yen Press získal anglickou licenci a v prosinci téhož roku vydal nový překlad v souhrnném svazku. Evropská společnost Kurokawa licencovala Azumanga daió ve francouzštině, Tokyopop v němčině, Norma Editorial ve španělštině, Punainena jättiläinena ve finštině a Palm Press v ruštině. V Asii získal korejskou licenci Daiwon CI, thajskou Negibose Comics, vietnamskou TVM Comics a čínskou Tong Li Publishing. Dílo bylo také přeloženo do brazilské portugalštiny společností NewPOP Editora.

### Anime
Dne 22. prosince 2001 byl studiem J.C.Staff vydán krátký šestiminutový animovaný film Azumanga daió: Gekidžó tanpen (あずまんが大王 劇場短編). Jednalo se o kompilaci různých scén ze středoškolského prostředí.
Od 8. dubna do 30. září 2002 odvysílaly japonské stanice 26 epizod seriálu. Anime bylo odvysíláno jak v 26 týdenních pětadvacetiminutových epizodách, tak ve 130 pětiminutových segmentech, které byly vysílány každý všední den. V letech 2005 až 2006 byl vydáván na UMD discích, DVD sada všech dílů vyšla v roce 2009 a pětiminutové úseky lze rozlišit podle jednotlivých názvů vlevo nahoře.
Kromě zmíněných adaptací existuje ještě webové anime s názvem Azumanga Web daió (あずまんがWEB大王). Jedná se několikaminutovou animaci uveřejněnou jako zpoplatněné streamování na chara-ani.com dne 28. prosincem 2000 a později bylo umožněno ji z webu stáhnout. Azumanga Web daió byla původně zamýšlena k tomu, aby se zjistilo, jako zájem o anime na internetu; kvůli ohromné poptávce byl původní plán vydání na internetu změněn na uvedení na televizních obrazovkách.[rozpor] To si vyžadovalo jiné hlasové herce, hudbu a animátory.
Ve Spojených státech byl anime seriál vydán v šesti DVD 9. září 2005. Šestý svazek DVD obsahoval navíc snímek Azumanga daió: Gekidžó tanpen. V roce 2009 Nokia nabídla prvních pět epizod seriálu na své telefonní službě Ovi. Společnost Madman Entertainment jej licencovala pro vydání v Austrálii a na Novém Zélandu. Od 1. září 2009 jsou všechny dřívější katalogy ADV převedeny na AEsir Holdings s distribucí od Section23 Films. Anime bylo později relicencováno v roce 2016 společností Sentai Filmworks.

### Další publikace
Později byly vydány ještě dvě knihy s názvy Azumanga Daioh The Animation Visual Book 1 a Azumanga Daioh the Animation Visual Book 2. Vydala je MediaWorks ve dnech 26. srpna 2002 a 10. prosince 2002.
Byly vydány tři Azumanga videohry. Azumanga Donjyara Daioh, což je pogická hra podobající se stolní hře Mahjong. Byla vydána společností Bandai pro PlayStation dne 18. dubna 2002. Hra Azumanga Daioh Puzzle Bobble, která byla vyvinuta společností Moss a vydána společností Taito dne 13. prosince 2002, byla pouze pro arkádový systém Sega NAOMI GD-ROM a to jen v Japonsku. Poslední hra, Azumanga Daioh Advance, karetní hra, byla vydána společností King Records pro Game Boy Advance dne 25. dubna 2003.

## Přijetí
V Japonsku byla manga Azumanga daió doporučena porotou na šestém ročníku Japan Media Arts Festival konaném v roce 2002. Na témže festivalu byla roku 2006 jmenována jako jedna z 25 nejlepších mang.
Licencovaná manga měla vysoké prodeje, díky nimž se občas dostala do žebříčku 100 nejprodávanějších mang. Byla též zahrnuta do 25 nejlepších mang doporučených International Correspondence v Retailers Guide to Anime/Manga. Anglické znění seriálu bylo dobře přijato a získalo šest cen od fanoušků hlasujících na stránkách AnimeonDVD.com a Dubreview.com. Čtyři z dívek byly zařazeny mezi 100 nejlepších ženských anime postav roku 2002 časopisu Newtype: Ósaka se umístila na 7. místě, Čijo na 11., Sakaki na 21. a Jomi na 78. Díky těmto ohodnocením se Azumanga daió stala druhým nejoblíbenějším seriálem roku 2002 v kategorii ženských postav.